# Dressed to Kill Tour (Kiss)
Dressed to Kill Tour è stato un tour della band hard rock americana Kiss per promuovere l'album omonimo, si è tenuto solo negli Stati Uniti nel 1975. 

Nel programma del tour finale della band, Paul Stanley ha riflettuto sul questo tour:
(Paul Stanley, 2019)

## Antefatti
Quando i Kiss erano l'artista d'apertura alle esibizioni dei Black Sabbath, Ozzy Osbourne ricordò: Quando il fenomeno della Kiss Army si stava verificando, ci stavano per ridurre in frantumi. Pyro? Cristo Santo, erano irreali. È stato spaventoso andare avanti dopo di loro.

## Recensioni
Un recensore dell'Oregonian, il quale assistette all'esibizione del 24 maggio a Portland diede allo spettacolo una recensione positiva, affermando che: I Kiss sono certamente una band di Portland. Non sono nati in città, ma le sue apparizioni sono state accolte con vivaci case al Paramount Northwest teatro. Beh, il sabato sera non ha fatto eccezione... C'è qualcosa che accade ogni minuto sul palco, non tanto le drammatiche effusioni, diciamo, di un'Alice Cooper, ma nella continua interazione tra i quattro membri del gruppo mentre utilizzano il l'intero palco per i loro imbrogli da film di mostri. Ed è tutto per divertimento; c'è davvero ben poco da prendere sul serio in questo atto. Gli effetti rock del teatro sono gestiti in modo disciplinato, anche se sciolto, mentre la musica fragorosa praticamente ti fa saltare la testa con i decibel ... I capelli si muovono e i corpi tremano, e i Kiss lavorano fino allo sfinimento. Musicalmente, è tutto rock and roll - e rumoroso. Super rumoroso. Estremamente rumoroso... 

Un giornalista della Charleston Gazette che assistette allo spettacolo del 22 giugno a Charleston diede tuttavia una recensione mista e disse: Accanto a Kiss, Alice Cooper e le New York Dolls hanno un senso. Questo gruppo di quattro uomini, pensa che il concerto sia un costume festa e vengono vestiti per uccidere. I Kiss sono strani, ma la loro musica è rock 'n' roll solido... È difficile sapere esattamente cosa pensare di Kiss, questo gruppo con il trucco di Halloween e movimenti esagerati. A volte agiscono come se non sono del tutto sicuri a cosa servano i loro strumenti, ma quando li suonano, è ovvio che lo fanno... Definiscono i Kiss la band più calda d'America. Non ne sono sicuro, ma sicuramente sono i più strani.

## Artisti d'apertura
- Passport = 1
- Jo Jo Gunne = 2
- Rush = 3
- ZZ Top = 4
- Mike Quatro Jam Band = 5
- Smack Dab = 6
- Heavy Metal Kids = 7
- Vitale's Madmen = 8
- Golden Earring = 9
- Status Quo = 10
- Atlanta Rhythm Section = 11
- Oblivion Express = 12
- M-S Funk = 13
- Salem Witchcraft = 14
- Amboy Dukes = 15
- James Gang = 16
- The Flock = 17
- Hunter-Ronson = 18
- Journey = 19
- Diamond Reo = 20
- Hydra = 21
- The Tubes = 22
- Rare Earth = 23
- Point Blank = 24
- Montrose = 25
- Skyscraper = 26
- Mushroom = 27
- Black Sabbath = 28
- REO Speedwagon = 29
- Ted Nugent = 30
- Smokehouse = 31
- Uriah Heep = 32

## Date
| Data           | Città          | Stato       | Luogo                                 | Artisti d'apertura | Biglietti venduti / Biglietti disponibili | Incasso     |
| -------------- | -------------- | ----------- | ------------------------------------- | ------------------ | ----------------------------------------- | ----------- |
| 19 marzo 1975  | Northampton    | Stati Uniti | Roxy Theater                          | 1                  | ~1 000                                    | N.D.        |
| 21 marzo 1975  | New York       | Stati Uniti | Beacon Theatre                        | 2                  | ~2 700 / 2 700                            | N.D.        |
| 27 marzo 1975  | Kenosha        | Stati Uniti | Kenosha Ice Arena                     | 3                  | N.D.                                      | N.D.        |
| 28 marzo 1975  | Toledo         | Stati Uniti | Toledo Sports Arena                   | 4                  | N.D.                                      | N.D.        |
| 4 aprile 1975  | Hartland       | Stati Uniti | Nordic Ice Arena                      | 5 ; 6              | 3 542                                     | $16 584     |
| 6 aprile 1975  | Washington     | Stati Uniti | Lisner Auditorium                     | 3 ; 7              | 1 502 / 1 502                             | $7 800      |
| 8 aprile 1975  | Akron          | Stati Uniti | Akron Civic Theatre                   | 3 ; 7              | N.D.                                      | N.D.        |
| 9 aprile 1975  | Erie           | Stati Uniti | Erie County Field House               | 3 ; 8              | N.D.                                      | N.D.        |
| 11 aprile 1975 | Dayton         | Stati Uniti | Palace Theater                        | 7                  | N.D.                                      | N.D.        |
| 12 aprile 1975 | Normal         | Stati Uniti | ISU Union Auditorium                  | 3                  | N.D.                                      | N.D.        |
| 13 aprile 1975 | Kansas City    | Stati Uniti | Memorial Hall                         | 8 ; 9              | 3 580                                     | $18 000     |
| 15 aprile 1975 | Pittsburgh     | Stati Uniti | Stanley Theatre                       | 3 ; 7              | 2 885 / 2 885                             | $20 000     |
| 17 aprile 1975 | Burlington     | Stati Uniti | Burlington Memorial Auditorium        | 3 ; 7              | N.D.                                      | N.D.        |
| 19 aprile 1975 | Palatine       | Stati Uniti | William Fremd High School             | 3                  | ~1 500                                    | N.D.        |
| 21 aprile 1975 | Louisville     | Stati Uniti | Memorial Auditorium                   | 3                  | N.D.                                      | N.D.        |
| 22 aprile 1975 | Indianapolis   | Stati Uniti | Indiana Convention Center             | 3 ; 10             | N.D.                                      | $25 054     |
| 24 aprile 1975 | Johnson City   | Stati Uniti | Freedom Hall Civic Center             | 3 ; 7              | 4 300 / 8 000                             | $20 000     |
| 25 aprile 1975 | Charlotte      | Stati Uniti | Charlotte Park Center                 | 3                  | N.D.                                      | N.D.        |
| 26 aprile 1975 | Fayetteville   | Stati Uniti | Cumberland County Memorial Arena      | 3 ; 11             | 3 564 / 7 000                             | $18 850     |
| 27 aprile 1975 | Richmond       | Stati Uniti | Richmond Arena                        | 3 ; 12 ; 13        | N.D.                                      | N.D.        |
| 29 aprile 1975 | Lansing        | Stati Uniti | Lansing Metro Theater                 | 14                 | 4 000 / 4 600                             | $22 000     |
| 30 aprile 1975 | Columbus       | Stati Uniti | Columbus Veterans Memorial Auditorium | 10                 | N.D.                                      | N.D.        |
| 3 maggio 1975  | Upper Darby    | Stati Uniti | Tower Theater                         | 3 ; 15             | 1 899 / 3 064                             | $12 029     |
| 6 maggio 1975  | Milwaukee      | Stati Uniti | Riverside Theater                     | 3                  | N.D.                                      | N.D.        |
| 8 maggio 1975  | Romeoville     | Stati Uniti | Lewis University                      | 3                  | N.D.                                      | N.D.        |
| 9 maggio 1975  | Ada            | Stati Uniti | King Horn Center Gym                  | 16 ; 17            | N.D.                                      | N.D.        |
| 10 maggio 1975 | Landover       | Stati Uniti | Capital Centre                        | 4                  | ~13 000 / 18 500                          | N.D.        |
| 11 maggio 1975 | Boston         | Stati Uniti | Orpheum Theatre                       | 18 ; 19            | ~2 000 / 2 900                            | $12 000     |
| 16 maggio 1975 | Detroit        | Stati Uniti | Cobo Arena                            | 20                 | 12 039 / 12 039                           | $74 000     |
| 17 maggio 1975 | Johnstown      | Stati Uniti | Cambria County War Memorial Arena     | 3                  | N.D.                                      | N.D.        |
| 19 maggio 1975 | St. Paul       | Stati Uniti | Civic Center Theater                  | 21                 | N.D.                                      | N.D.        |
| 23 maggio 1975 | Medford        | Stati Uniti | Medford Armory                        | 3                  | N.D.                                      | N.D.        |
| 24 maggio 1975 | Portland       | Stati Uniti | Paramount Theatre                     | 3                  | 3 000 / 3 000                             | N.D.        |
| 25 maggio 1975 | Seattle        | Stati Uniti | Paramount Theatre                     | 3                  | N.D.                                      | N.D.        |
| 26 maggio 1975 | Portland       | Stati Uniti | Paramount Theatre                     | 3                  | N.D.                                      | N.D.        |
| 27 maggio 1975 | Spokane        | Stati Uniti | Spokane Coliseum                      | 3                  | 4 000 / 8 000                             | $21 000     |
| 29 maggio 1975 | Las Vegas      | Stati Uniti | Sahara Space Center                   | 3                  | ~4 000 / 4 200                            | N.D.        |
| 31 maggio 1975 | Long Beach     | Stati Uniti | Long Beach Arena                      | 16                 | ~8 000 / 13 933                           | N.D.        |
| 1 giugno 1975  | San Francisco  | Stati Uniti | Winterland Ballroom                   | 3 ; 22             | 2 200 / 5 000                             | $12 000     |
| 6 giugno 1975  | Fresno         | Stati Uniti | Warnors Theatre                       | 3                  | N.D.                                      | N.D.        |
| 7 giugno 1975  | San Diego      | Stati Uniti | San Diego Civic Theater               | 3                  | N.D.                                      | N.D.        |
| 13 giugno 1975 | Tulsa          | Stati Uniti | Tulsa Fairgrounds Pavilion            | 23 ; 24            | ~3 000 / 6 311                            | $12 000     |
| 14 giugno 1975 | Austin         | Stati Uniti | Austin Coliseum                       | 23                 | N.D.                                      | N.D.        |
| 15 giugno 1975 | Corpus Christi | Stati Uniti | Memorial Coliseum                     | 23                 | 4 500 / 5 016                             | $22 000     |
| 18 giugno 1975 | Jackson        | Stati Uniti | Jackson Sports Arena                  | 14                 | N.D.                                      | $16 000     |
| 20 giugno 1975 | Salem          | Stati Uniti | Salem Civic Center                    | 25                 | N.D.                                      | $10 000     |
| 21 giugno 1975 | Cleveland      | Stati Uniti | Cleveland Music Hall                  | 19                 | N.D.                                      | N.D.        |
| 22 giugno 1975 | Charleston     | Stati Uniti | Charleston Civic Center               | 19 ; 25            | N.D.                                      | $20 000     |
| 25 giugno 1975 | Asbury Park    | Stati Uniti | Asbury Park Convention Hall           | 26                 | N.D.                                      | N.D.        |
| 27 giugno 1975 | Asheville      | Stati Uniti | Asheville Civic Center                | 25                 | N.D.                                      | N.D.        |
| 28 giugno 1975 | Greenville     | Stati Uniti | Greenville Memorial Auditorium        | 25                 | N.D.                                      | N.D.        |
| 1 luglio 1975  | Port Chester   | Stati Uniti | Capitol Theatre                       | N.D.               | N.D.                                      | N.D.        |
| 5 luglio 1975  | Tampa          | Stati Uniti | Tampa State Fairgrounds (Florida Jam) | N.D.               | ~40 000                                   | N.D.        |
| 20 luglio 1975 | Davenport      | Stati Uniti | RKO Orpheum Theater                   | 19                 | 4 673 / 5 994                             | $26 110,50  |
| 23 luglio 1975 | Wildwood       | Stati Uniti | Wildwoods Convention Center           | 27                 | N.D.                                      | N.D.        |
| 2 agosto 1975  | Baltimora      | Stati Uniti | Baltimore Civic Center                | 28                 | N.D.                                      | N.D.        |
| 3 agosto 1975  | Providence     | Stati Uniti | Providence Civic Center               | 28                 | 12 500 / 12 500                           | $80 000     |
| 14 agosto 1975 | Boston         | Stati Uniti | Orpheum Theater                       | 28                 | N.D.                                      | N.D.        |
| 15 agosto 1975 | Saginaw        | Stati Uniti | Wendler Arena                         | 17                 | 7 200 / 7 200                             | $36 000     |
| 16 agosto 1975 | Muskegon       | Stati Uniti | L. C. Walker Arena                    | 17                 | N.D.                                      | N.D.        |
| 17 agosto 1975 | Pekin          | Stati Uniti | Pekin Memorial Stadium                | 29 ; 30 ; 31       | N.D.                                      | N.D.        |
| 23 agosto 1975 | Hempstead      | Stati Uniti | Calderone Concert Hall                | 17                 | 2 435 / 2 435                             | $15 000     |
| 25 agosto 1975 | Harrisburg     | Stati Uniti | State Farm Arena                      | 29                 | N.D.                                      | N.D.        |
| 27 agosto 1975 | Owensboro      | Stati Uniti | Owensboro Sportscenter                | 21                 | N.D.                                      | N.D.        |
| 28 agosto 1975 | Indianapolis   | Stati Uniti | Indiana Convention Center             | 11 ; 32            | 13 000 / 13 000                           | $72 913     |
| Totale         | Totale         | Totale      | Totale                                | Totale             | ~166 019                                  | $589 340,50 |

## Scaletta

### Canzoni genericamente suonate
1. Deuce
2. Strutter
3. Got To Choose
4. Hotter Than Hell
5. Firehouse
6. She (con assolo di chitarra di Ace Frehley)
7. Nothin' To Lose
8. Room Service
9. Watchin' You
10. Two Timer
11. C'mon And Love Me
12. Let Me Know
13. Strange Ways
14. Rock Bottom
15. Parasite
16. Assolo di basso di Gene Simmons
17. 100,000 Years (con assolo di batteria di Peter Criss)
18. Black Diamond

Bis
1. Cold Gin
2. Rock And Roll All Nite
3. Let Me Go, Rock 'N Roll

### Scaletta tipica
1. Deuce
2. Strutter
3. Got To Choose
4. Hotter Than Hell
5. Firehouse
6. She (con assolo di chitarra di Ace Frehley)
7. Nothin' To Lose
8. C'mon And Love Me
9. Assolo di basso di Gene Simmons
10. 100,000 Years (con assolo di batteria di Peter Criss)
11. Black Diamond

Bis
1. Cold Gin
2. Rock And Roll All Nite
3. Let Me Go, Rock 'N Roll

## Formazione
- Paul Stanley - chitarra ritmica, voce
- Gene Simmons - basso, voce
- Ace Frehley - chitarra solista, cori
- Peter Criss - batteria, voce

### Fonti
- (EN) Curt Gooch e Jeff Suhs, Kiss Alive Forever: The Complete Touring History, in Billboard Books, New York, 2002, ISBN 0-8230-8322-5.